# 首府地区 (门多萨省)
首府地区（Departamento Capital）为阿根廷门多萨省的一个行政区。首府地区总面积54 km²，总人口11.1万人。该区行政中心位于门多萨市。 

## 行政区划
首府地区分为7个区，分别为第一区、第二区、第三区、第四区、第五区、第六区、西区。

## 体育
首府地区最著名的足球俱乐部为戈多伊克鲁斯足球俱乐部，现参加阿根廷足球甲级联赛。里瓦达维亚独立体育俱乐部现参加阿根廷足球乙级联赛。